# Base aérienne de Jovtneve
La base aérienne de Jovtneve  (ukrainien : Жовтневе (авіабаза)) est une base située près de la ville de Ovadne, dans l'oblast de Volhynie, en Ukraine.

## Histoire
La base porte le nom du village de Jovtneve, portant le nom de Sousbal depuis 2016, elle est à onze kilomètres au nord de la ville de Volodymir.

## Situation
| Berdiansk Oujhorod Brody Ouman Kanatove Konotop Djankoï Tchouhouïv Kryvyï Rih Donetsk Sébastopol DniproVesseloïeBaheroveHorodokChersonèseGvardeïskoïeKatchaIvano-Frankivsk Izmaïl JovtneveJytomyr Koulbakino Kharkiv · Charcovie Khmelnytskyï Kherson KrementchoukKiev/Kyïv · Jouliany Kiev/Kyïv · Boryspil Kryvyï Rih Kolomya Loutsk Louhansk LvivMarioupol Mykolaïv Myrhorod Nijyn Odessa Poltava Rivne Sambir Simferopol Starokostiantyniv Tchernivtsi Vinnytsia Zaporijjia |